# Фаній Ереський
Фаній Ереський (дав.-гр. Φανίας, також Φαινίας, лат. Phanias; 2-а половина IV століття до н. е., Ерес, о. Лесбос - початок III століття до н. е.) — давньогрецький філософ-перипатетик та історик. Учень Арістотеля і товариш Теофраста.
Плутарх у 13 розділі біографії Фемістокла, наводить від імені Фанія розповідь про жертвопринесення, яке відбувалося в грецькому таборі перед Саламінською битвою, одночасно автор характеризує Фанія, як письменника філософськи освіченого і знайомого з історією літератури.
Згідно з давніми джерелами, Фаній написав безліч філософських, історичних і природно-історичних творів. До нашого часу від них дійшли мізерні уривки, переважно нефілософського змісту. У Діогена Лаертського згадується твір «Про сократиків» (Περί τών Σωκρατικών), у Афінея — Πρòς τούς σοφιστάς.
З історичних праць Фанія Афіней називає такі: «Притани Ереса» (Περί πρυτάνεων Έρεσίων), «Тирани Сицилії» (Περί τών εν Σικελία τυράννων), Τυράννων άναίρεσις έκ τιμωρίας, Περί ποιητών; із природно-історичних — Περί φυτών (φυτικών). Власної школи Фаній не створив, але продовжував роботу свого вчителя у всіх областях перипатетичних досліджень і по своїй різнобічності і широті наукових інтересів стояв найближче до Теофраста.